# Alexio I del Congo
Alexio I del Congo   ( - 1793) Alexio I Mpanzu a Mbandu va ser awenekongo (governant titular) del regne del Congo del 1791 al 1793. Sembla que va ser successor de José I o d'Álvaro XII. El seu regnat fou breu. El 17 de març de 1792 el governador de l'Àfrica Occidental Portuguesa Manuel de Almeida e Vasconcelos va rebre a Luanda una ambaixada d'Alexio I, qui li va demanar un frare caputxí per fer-se coronar. El governador li va enviar al frare Raimondo di Dicomano qui va ser rebut pel rei, però aquest va morir poc després i fou substituït per Joaquin I del Kongo.